# Színhőmérséklet
A színhőmérséklet a látható fény egy jellegzetessége.

Emelkedő hőmérsékletű feketetestek színe. Megj.: az ábra méréstechnikailag nem pontos

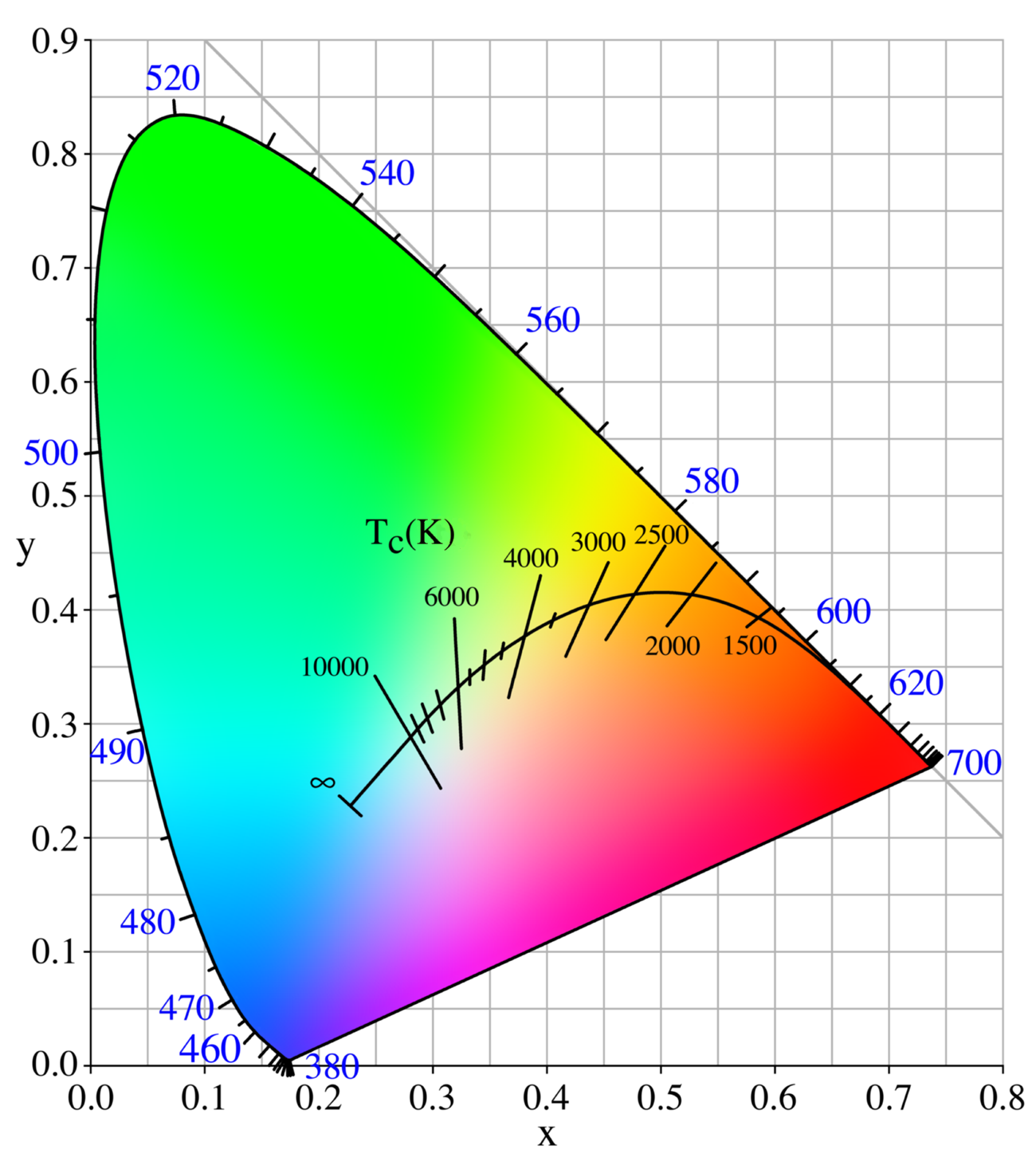
CIE (1931) xy színtér, benne különböző feketetest-sugárzókkal

Egy fényforrás színhőmérsékletét az általa okozott színérzet és egy hipotetikus feketetest-sugárzó által létrehozott színérzet alapján határozzák meg.
Izzólámpák esetében, mivel a fény izzásból származik, a színhőmérséklet jól egyezik az izzószál hőmérsékletével.
A nem hőmérsékleti sugárzás elvén működő fényforrások, mint például a fénycsövek esetében közvetlen fizikai jelentése nincsen. Ezért ilyenkor inkább korrelált színhőmérsékletről beszélünk. Elterjedt jelölése: CCT (Correlated Color Temperature)

## Alkalmazásai

### Ergonómia
A különböző színhőmérsékletek befolyásolják az ember hőérzetét és koncentrálóképességét.
Tradicionális okokból a színhőmérséklet fordított hőmérsékleti asszociációkat okoz. A kékebb árnyalatok, bár magasabb színhőmérsékletűek, alacsonyabb hőmérséklet érzetét keltik. Hasonlóképp a vörösebb árnyalatok melegebbnek tűnnek. Ennek oka, hogy vörössel az izzást, a tüzet hozzák összefüggésbe, míg a kékkel inkább a jeget, illetve a vizet.
Ezért hideg munkahelyeknél az alacsonyabb színhőmérsékletű (melegfehér), míg meleg munkahelyeken inkább a magasabb színhőmérsékletű (hidegfehér) árnyalatokat alkalmazzák. További hatása, hogy a melegebb árnyalatok pihentetőbben hatnak, míg munkahelyeken a hidegebb fehér árnyalatokat használják, ugyanis segítik a koncentrációt.

### Fotográfia
A 'fehér fény,' mint tudjuk, különböző színű fények keveréke. A különféle fényforrások fényei nem azonos arányban tartalmazzák a fehér fény összetevőit, tehát színük is különbözik egymástól. Az emberi szem bizonyos határok között alkalmazkodik az adott fény színéhez, így a kisebb mértékű eltéréseket mi nem érzékeljük. A fényforrások valós színe az adott fényforrás által kisugárzott energia hullámhossz szerinti eloszlásával írható le. Ez a jelleggörbe megmutatja, hogy az adott fényforrás mennyi energiát sugároz ki a különböző színű komponensekből. Az ábrán néhány fényforrás jelleggörbéje látható. A kisugárzott energia nagyságát a görbe alatti terület adja meg.
A látható tartományban kisugárzott energia hullámhossz szerinti eloszlására jellemző szám a színhőmérséklet. Mértékegysége a kelvin, jele K. A színhőmérséklet másik mértékegysége a mired = 1 000 000 / K, illetve a dekamired = 10 mired. A miredet főleg színszűrők jellemzésére használják.
Egy ideális termikus fényforrás által kisugárzott fény színhőmérséklete megegyezik annak kelvinben kifejezett hőmérsékletével. A nem ideális termikus sugárzók (például izzószál) és a nem termikus sugárzók (például fénycső) színhőmérséklete megegyezik annak az ideális termikus sugárzónak hőmérsékletével, amellyel azonos színű fényt sugároz ki. Az izzólámpák színhőmérséklete csak kevéssé tér el az izzószál hőmérsékletétől. A termikus sugárzók közös tulajdonsága, hogy az általuk kisugárzott energia hullámhossz szerinti eloszlását leíró jelleggörbéjük folytonos. Ilyen folytonos jelleggörbék az ábra a., b. és c. görbéi.
A színhőmérséklet emelkedésével a fény vörös összetevői csökkennek, míg kék összetevői növekednek, tehát minél magasabb a fény színhőmérséklete, annál "kékebb", és minél alacsonyabb a fény színhőmérséklete annál "vörösebb" lesz a színe. Az ábra c. görbéjén egy magas színhőmérsékletű fényforrás (10 000 K), míg b. görbéjén egy alacsony színhőmérsékletű fényforrás (2800 K) hullámhossz szerinti energiaeloszlása látható. Az a. görbe közepes színhőmérsékletet jelöl (5600 K).
A színes fotónyersanyagok – szemünkkel ellentétben – nem alkalmazkodnak a különféle fényforrások eltérő színhőmérsékleteihez, ezért a filmek gyártása során definiálni kell egy színhőmérséklet-értéket, amelynél a film színhelyes képet ad. Nem megfelelő színhőmérsékletű világítás alkalmazásánál a nyersanyagok feltűnő elszíneződéssel reagálnak a különbségre. A ma használatos filmek többsége napfény színérzékenyítésű napfényfilm, tehát 5600 K-re van hangolva, mivel az általános (ún. fotográfiai) napfény 5600 K színhőmérsékletű. Az ábra a. jelű görbéje mutatja a fotográfiai napfény hullámhossz szerinti energiaeloszlását. Gyártanak még ún. műfényfilmeket, amiket 3200 K-re érzékenyítenek, mivel a speciális fotóizzók 3200 K színhőmérsékletű fényt sugároznak.
A lumineszcens sugárzók (például fénycső, kompakt fénycső, nátriumlámpa, higanygőzlámpa stb.) sávos színképpel sugároznak. Az egyes sávok élesen elkülönülnek egymástól, valamint az átlagos energiaszintből magasan kiemelkednek, tehát az ilyen fényforrások fénye jellegzetesen elszínezi a fotónyersanyagot, így nem (nagyon) alkalmasak fotográfiai használatra. Ilyen fényforrásra mutat példát az ábrán d.-vel jelölt színkép. A színhőmérséklet fogalmát a lumineszcens fényforrásokra is kiterjesztették, de természetesen nem fotográfiai értelemben.
A ma használatos vakuk fénye – a napfényhez hasonlóan – 5500-5600 K színhőmérsékletű, tehát fotográfiai szempontból napfénynek tekinthető.
A napfény színhőmérséklete évszaktól, napszaktól függően folyamatosan változik. Derült időben, átlagos napsütés esetén ez kb. 5600 K. Hajnalban vagy naplementekor a színhőmérséklet 2500 K-re is csökkenhet, viszont borult, párás, ködös időben 6-10 ezer K-re is növekedhet. Nyílt tengeren, illetve magas hegyekben a színhőmérséklet 10-20 ezer K-t is elérheti.
Néhány színhőmérsékleti adat:
- Gyertya: 1900 K
- Háztartási izzólámpa: 2800 K
- Stúdióvilágítás: 3200 K
- Reggeli, délutáni alacsony napállás: 4800 K
- Átlagos napfény, vaku: 5600 K
- Napos idő, árnyékban: 6000 K
- Nappal, kissé felhős égbolt: 8000 K
- Borult, ködös idő: 10 000 K

Felvételkészítésnél a fény színhőmérsékletének módosítására színhőmérséklet-módosító szűrőket alkalmaznak. Ezek a szűrők narancs (ámbra) vagy kék árnyalatukkal, fokozatuknak megfelelően csökkentik vagy növelik a rajtuk áthaladó fény színhőmérsékletét. A legáltalánosabban használt színhőmérséklet-módosító szűrők a skylight szűrők, amelyek kis mértékben csökkentik a fény színhőmérsékletét, melegebb tónusúvá teszik a képet. A legtöbb ilyen szűrő egyben az UV-tartomány egy részét is kiszűri. A konverziós szűrők lehetővé teszik, hogy műfény megvilágításban napfény-film alkalmazásával, illetve napfény megvilágításban műfény-film alkalmazásával is színhelyes képet kapjunk. A 85 (KR-12) jelű (narancs színű) konverziós szűrő 5600 K-ről 3200 K-re, míg a 80B (LB-12) jelű (kék színű) konverziós szűrő 3200 K-ről 5600 K-re módosítja a színhőmérsékletet.
A digitális fényképezőgépek többségénél lehetőség van a kívánt "nyersanyag színérzékenyítés" beállítására. Ezt a videotechnikából átvett "fehéregyensúly-állítás" (régebbi szóhasználattal "fehérszint-állítás") kifejezéssel jelölik. Az olcsóbb eszközöknél ez néhány előre programozott lépésben történik, drágább, illetve professzionális eszközöknél az előre programozott lépések mellett lehetőség van folyamatos hangolásra is.

### Világítástechnika
A 2010-es év óta a fényforrások tulajdonságainak jelölésére új rendszert vezettek be. Ennek neve: fényszín . Az azonosító három szánjegyű.
- Az első számjegy a színvisszaadási index (CRI) adatának első számjegye.
- A második és harmadik számjegy a színhőmérséklet kelvinben mért értékének első két számjegye.

Például 840 jelentése:
színvisszaadási indexe 80 és 89 közé esik
színhőmérséklete 4000 K, hideg fehér.
| színhőmérséklet, K | angol              | magyar             |
| 2700               | soft white         | izzólámpa          |
| 3000               | warm white         | melegfehér         |
| 3500               | natural white      | természetes fehér  |
| 4000               | cool white         | hidegfehér         |
| 6000               | daylight           | nappali fény       |
| 6500               | cool daylight      | hideg nappali fény |
| 8000               | skylight           | égkék              |
| 10000              | cool skylight      | hideg égkék        |
| 20000              | akváriumok számára | akváriumok számára |

A jelenlegi és az előző jelölések csak táblázatosan számíthatók át egymásba